# Август Лудвиг фон Зайн-Витгенщайн-Берлебург
Август Лудвиг фон Зайн-Витгенщайн-Берлебург (на немски: August Ludwig Prinz zu Sayn-Wittgenstein-Berleburg; * 6 март 1788 в Берлебург; † 6 януари 1874 в Берлебург) е принц от Княжеството Сайн-Витгенщайн-Берлебург, генерал на Насау, политик и германски държавен министър.
1849 г. той е имперски министър президент.
Той е по-малък син, десетото дете, на 1. княз Кристиан Хайнрих фон Зайн-Витгенщайн-Берлебург (1753 – 1800) и съпругата му графиня Шарлота Фридерика Франциска фон Лайнинген-Вестербург-Грюнщат (1759 – 1831, Берлебург), дъщеря на Кристиан Йохан фон Лайнинген-Вестербург (1730 – 1770) и Кристиана Франциска Елеонора, вилд- и Рейнграфиня цу Грумбах, графиня фон Залм (1735 – 1809). Братята му са управляващия 2. княз Фридрих Албрехт (1777 – 1851) и Франц Август Вилхелм (1778 – 1854).
През 1803 г. Август Лудвиг фон Зайн-Витгенщайн-Берлебург е лейтенант във Великото херцогство Хесен. Той участва във войните срещу Наполеон. През 1835 г. той става генерал-майор.
През 1848 г. той напуска военната служба. През 1852 г. той става генерал-лейтенант и генерал-адютант във войската на херцогство Насау.
От 1835 до 1844 г. Август Лудвиг фон Зайн-Витгенщайн-Берлебург е посланик на Хесен в Прусия. След революцията през март той е в правителството на Йохан Австрийски от 1 май до 20 декември 1849 г. имперски военен министър и от 3 юни до 20 декември 1849 г. имперски министър президент.
От 7 февруари 1852 г. до края на Херцогството Насау на 30 юни 1866 г. той е държавен министър на херцогството. Понеже е привърженик на Австрия той участва 1866 г. в Немската война на страната на Австрия. Прусия анексира Насау през 1866 г. и политическата кариера на принца завършва.
Август Лудвиг фон Зайн-Витгенщайн-Берлебург умира на 85 години на 6 януари 1874 г. в Берлебург.

## Фамилия
Август Лудвиг фон Зайн-Витгенщайн-Берлебург се жени на 7 април 1823 г. във Франкфурт на Майн за Франциска Мария Фортуната Алесина, направена фон Швайцер (* 27 октомври 1802, Женева; † 30 ноември 1878, Ваймар), дъщеря на
генерал-майор Карл Франц Алесина, направен фон Швайцер (1754 – 1826) и Мария Августа Юстиниана Антония Елизабета де Вине (1770 – 1813). Тя е внучка на богатия франкфуртски търговец и банкер Франц Мария Швайцер (1722 – 1812).
Те имат шест деца:
- Емил Карл Адолф (* 21 април 1824, Дармщат; † 16 септември 1878, Егерн ам Тегернзе), руски генерал, женен I. на 15 юни 1856 г. за принцеса Пулхерия Никоавна Кантакузене (* 9 февруари 1840; † 19 август 1865), II. (морган.) на 28 декември 1868 г. във Франкфурт за Камила Стефанска (* 21 януари 1840, Варшава; † 8 септември 1902, Висбаден), направена „фрайфрау фон Клайдорф“ от великия херцог на Хесен; децата им са „барони фон Клайдорф“
- Анна Албертина Георгина (* 5 януари 1827, Дармщат; † 6 ноември 1902, Шлиц), омъжена на 7 април 1848 г. в Дармщат за граф Карл фон Шлиц, напрабен „фон Гьорц“ (* 15 февруари 1822, Шлиц; † 7 декември 1885, Шлиц)
- Фердинанд Вилхелм Емил (* 10 ноември 1834, Дармщат; † 15 март 1888, Ст. Петерсбург), генерал-лейтенант, женен на 19 април 1868 г. в Тифлис за принцеса Параскева Дадиани (* 16 декември 1847, Тифлис; † 12 април 1919, Монте Карло)
- Филип (* 6 юли 1836; † 12 февруари 1858)
- Ото Емил Карл (* 23 ноември 1842, Дармщат; † 9 май 1911, Ротах), женен I. на 1 декември 1875 г. в Мюнхен за графиня Елизабет фон Зайн-Витгенщайн-Зайн (* 4 декември 1845; † 20 май 1883), II. на 4 ноември 1884 г. в Тегернзе за нейната сестра графиня Елеонора Казимира Лудовика фон Зайн-Витгенщайн-Зайн (* 31 март 1840, Мюнхен; † 19 септември 1933); няма деца
- Франц Емил Луитполд (* 23 ноември 1842, Дармщат; † 4 април 1909, Мюнхен), женен на 16 юни 1877 г. в Хайделберг за Юлия Кавалканти де Албукверк де Виленьов (* 14 май 1859, Нойли до Париж; † 27 август 1930, Ротах-Егерн)